# Z-пластика

Схема перекладывания лоскутов кожи при операции Z-пластики

Z-пластика — это универсальная техника пластической хирургии, которая используется для улучшения функциональности и косметики рубцов. Эта техника позволяет удлинять стяжки и поворачивать линии напряжения, образуемые рубцами. Центральную линию Z-образного разреза располагают вдоль линии наибольшего напряжения растяжения или сжатия. Треугольные лоскутки кожи, возникающие при таком разрезе собираются на противоположных концах двух разрезов и перемещаются. Длину и угол каждого из образовавшихся лоскутков делают одинаковыми, чтобы избежать несовпадения лоскутков и трудностей их сращивания. Среди осложнений Z-пластики — некрозы лоскутков, гематомы, формирующиеся под лоскутками, инфекция раны, люк-эффект, шелушение лоскутков, вызванное натяжением раны и нарушением кровотока.

## Классификация
Z-пластика может быть функциональной (для удлинения и ослабления рубцов) или косметической (перегруппируются рубцы с целью их сокрытия). Разрезы могут быть одиночными и множественными. Z-пластика может быть как объёмной, так и планиметрической.

## Техника
Разрезы образуют форму буквы Z. Центральный разрез делают вдоль рубца, который планируют удлинить, либо видоизменить. Традиционная Z-пластика с углами 60° даёт теоретическое удлинение центрального участка на 75 %. Может использоваться одиночная или множественная Z-пластика.

## Альтернатива иссечению Z-пластики при фимозе

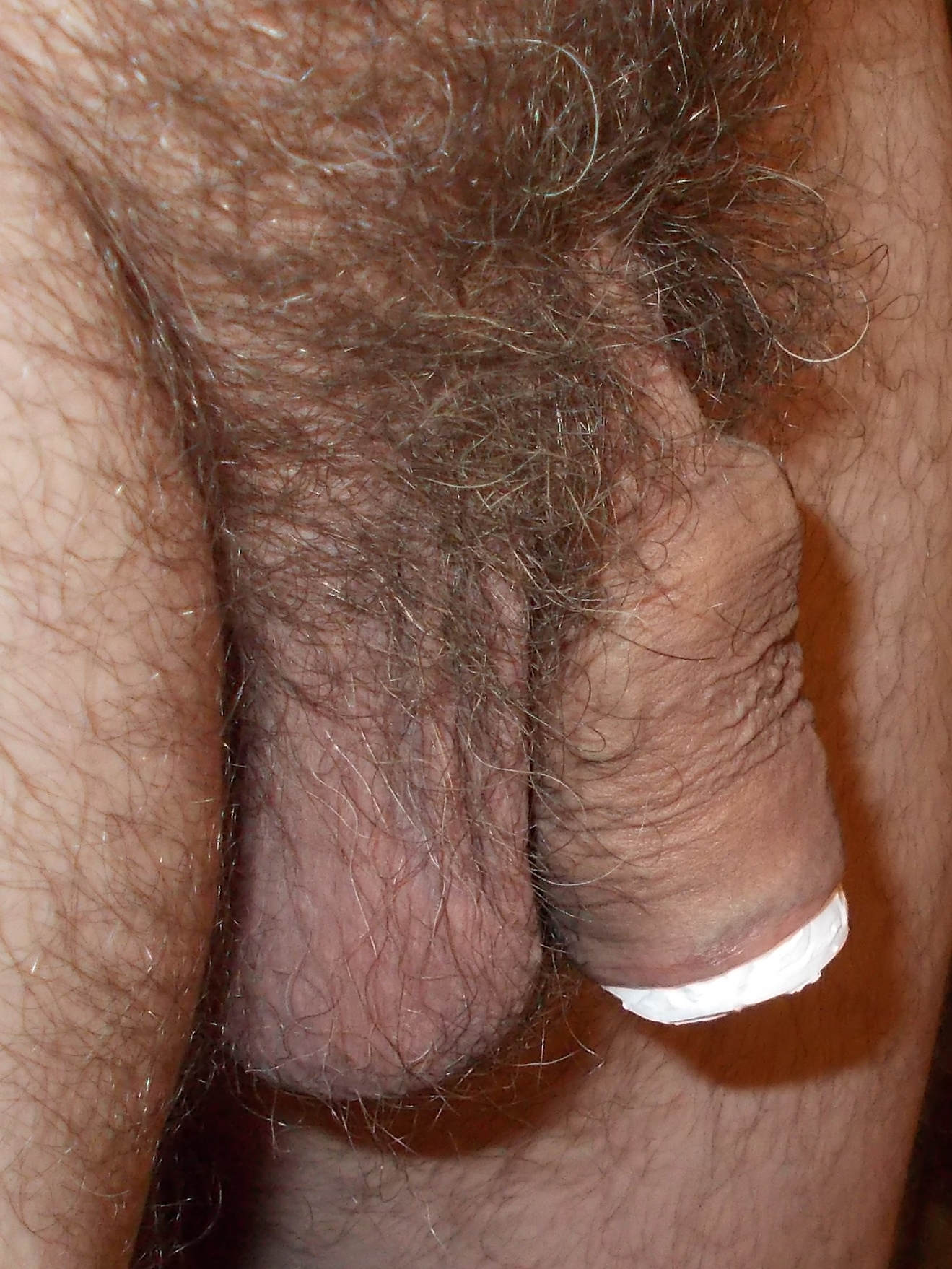
Устройство для контролируемого растяжения прохода крайней плоти

Хорошие результаты показало применение Z-пластики в препуциопластике. Релаксация напряжений в области примыкания рубцов к коже достигается без использования скальпеля при использовании контролируемого растяжения препуциального кольца. При растяжении возникают микроскопические разрывы в областях примыкания кожи внутреннего лепестка крайней плоти к рубцам.    

## История
Впервые Z-пластика была применена Хорнером в 1837 г. В 1854 г. Денонвиллерс применил методику для коррекции выворота век. Впервые о Z-пластике с двойным переносом сообщил Бергер в 1904 г. МакКарди ввёл термин в 1913 г.